# 小行星58191
小行星58191（58191 Dolomiten）是一颗绕太阳运转的小行星，为主小行星带小行星。该小行星于1991年12月28日发现。
該小行星以歐洲的多洛米蒂山命名。

## 轨道参数
小行星58191的轨道半长轴为2.2842547 UA，离心率为0.071。